# Matt Ryan
Matthew Thomas "Matt" Ryan (født 17. maj 1985 i Exton, Pennsylvania, USA) er en amerikansk football-spiller, der spiller som quarterback for NFL-holdet Indianapolis Colts. Han har spillet for Atlanta Falcons hele sin NFL-karriere, startende i 2008.

## Klubber
- 2008-2022: Atlanta Falcons
- 2022-: Indianapolis Colts